# جون بينيت (لاعب هوكي الحقل)
جون بينيت (بالإنجليزية: John Bennett)‏ (و. 1885 – 1973 م) هو لاعب هوكي الحقل، ولاعب كريكت من المملكة المتحدة، والمملكة المتحدة لبريطانيا العظمى وأيرلندا، شارك في الألعاب الأولمبية الصيفية 1920، توفي عن عمر يناهز 88 عاماً.

## التعليم
تعلم في جامعة أوكسفورد
.

## روابط خارجية
- جون بينيت على موقع أوليمبيديا (الإنجليزية)
- جون بينيت على موقع اللجنة الأولمبية البريطانية (الإنجليزية)